# Halmstads Sporthall
Halmstads Sporthall var en inomhusarena i Halmstad, ägd av Halmstads kommun. Den var i bruk mellan 1955 och 2010.
Sporthallen ritades av Halmstads stadsarkitekt Svante Paulson. Huvudentreprenör var Skånska Cementgjuteriet. Halmstadgruppens Sven Jonson utförde flera mosaiker inne i byggnaden, medan de exteriöra utsmyckningarna skapades av Vilhelm Bjerke Petersen. Hallen invigdes den 25 september 1955 av prins Bertil. 
Byggnaden innehöll flera hallar för olika syften, varav den största hade en publikkapacitet på 2200 personer. Här spelade bland annat handbollslaget HK Drott och bordtennislaget Halmstad BTK sina hemmamatcher. Till andra sporter som utövades i hallen hörde fäktning, boxning, judo, karate och dans.
Halmstads kommun inledde 2007 byggnationen av en ny arenahall, Halmstad Arena, vilken invigdes 2010 och då ersatte Sporthallen. Planer på att riva Sporthallen för att ge plats åt bostäder stötte på protester, speciellt från flera lokala kulturpersonligheter. Rivning av hallen inleddes under våren 2011.